# Feldschritt
Mit Feldschritt bezeichnet man die Begleitschläge der kleinen Trommel während des nicht-klingenden Spieles in der Marschmusik. Diese Trommelschläge dienen dazu, um die übrigen Musiker im Schritt zu halten, z. B. zu Beginn einer Parade oder zwischen zwei Musikstücken.
Beim militärischen Exerzieren unterscheidet man drei unterschiedliche Schritte:
1. den Schulschritt, Tempo 76 (76 Schritte pro Minute), französisch le pas ordinaire
2. den Feldschritt, Tempo 90 (90 Schritte pro Minute), französisch le pas de route und
3. den Geschwindschritt, Tempo 120 (120 Schritte pro Minute), französisch le pas accéléré

Die Schrittlänge wird mit zwei französischen Fuß definiert, gemessen von einem Absatz zum anderen 65 cm.
Die Schrittfolge beginnt grundsätzlich mit dem linken Fuß.